# George Bird Grinnell
George Bird Grinnell (1849 – 1938) fue un antropólogo, escritor, historiador y naturalista estadounidense. Nació en Brooklyn, Nueva York y se graduó en la Universidad de Yale. Al terminar sus estudios se especializó en la Zoología, convirtiéndose en un famoso conservacionista y estudiante de las tribus amerindias de los Estados Unidos. Por su labor de investigación en el Parque nacional de los Glaciares, posee un glaciar con su nombre.

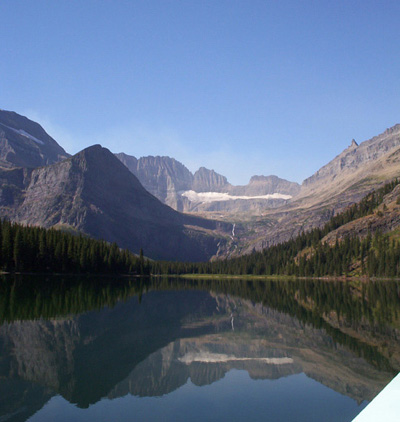
Glaciar Grinnel y Lago Josefina.

- Datos: Q1398792
- Multimedia: George Bird Grinnell / Q1398792